# Hadena chrysolepia
Hadena chrysolepia är en fjärilsart som beskrevs av Rudolf Püngeler. Hadena chrysolepia ingår i släktet Hadena och familjen nattflyn. Inga underarter finns listade i Catalogue of Life.